# Borrado LGBT
El borrado LGBT (también conocido como borrado queer) se refiere a la tendencia a eliminar grupos o personas de lesbianas, gays, bisexuales, transgénero, asexuales y queer (es decir, la comunidad LGBT), intencionalmente o no, de los registros históricos, o a descartar o restar su importancia. Este borrado se puede encontrar en varios textos escritos y orales, incluidos textos populares y académicos.

## En ambientes académicos y en los medios
El historiador queer Gregory Samantha Rosenthal se refiere al borrado queer al describir la exclusión de la historia LGBT de la historia pública que puede ocurrir en contextos urbanos a través de la gentrificación. Rosenthal dice que esto resulta en el «desplazamiento de las personas queer de la vista pública». Cáel Keegan describe la falta de una representación adecuada y realista de las personas queer, las personas VIH positivas y las personas queer afrodescendientes como un tipo de gentrificación estética, donde se está apropiando el espacio de las comunidades de personas queer donde a estas personas no se les da ninguna representación cultural.

## Straightwashing
El straightwashing es una forma de borrado queer que se refiere a la representación de personas, personajes de ficción o figuras históricas LGBT como heterosexuales. Se ve más prominentemente en obras de ficción, donde los personajes que originalmente fueron retratados como homosexuales, bisexuales o asexuales o que pretendían serlo se tergiversan como heterosexuales.

## Borrado bisexual
El borrado bisexual (o «borrado bi»), también llamado invisibilidad bisexual, es la tendencia a ignorar, eliminar, falsificar o volver a explicar la evidencia de la bisexualidad en la historia, el mundo académico, los medios de comunicación y otras fuentes primarias.
En su forma más extrema, el borrado bisexual puede incluir la creencia de que la bisexualidad en sí misma no existe. La eliminación bisexual puede incluir la afirmación de que todos los individuos bisexuales están en una fase y pronto «elegirán un bando», ya sea heterosexual u homosexual. Otra variante común de eliminación bisexual implica aceptar la bisexualidad en las mujeres mientras se minimiza o rechaza la validez de la identidad bisexual en los hombres. Una creencia que subyace al borrado bisexual es que los individuos bisexuales son distintivamente indecisos. Las tergiversaciones de individuos bisexuales como hipersexuales también borran la agencia sexual de los bisexuales, borrando efectivamente también sus verdaderas identidades.
El borrado bisexual es a menudo una manifestación de bifobia, aunque no implica necesariamente un antagonismo abierto. El borrado frecuentemente resulta en que las personas que se identifican como bisexuales experimenten una variedad de encuentros sociales adversos, ya que no solo tienen que luchar para encontrar aceptación dentro de la sociedad en general sino también dentro de la comunidad LGBT. El borrado bisexual es una forma de estigma y tiene consecuencias adversas para la salud mental de las personas que se identifican como bisexuales.

## Borrado de la homosexualidad
El borrado de la homosexualidad se ha estudiado, a su vez, en el borrado gay y el borrado lésbico.

## Borrado trans

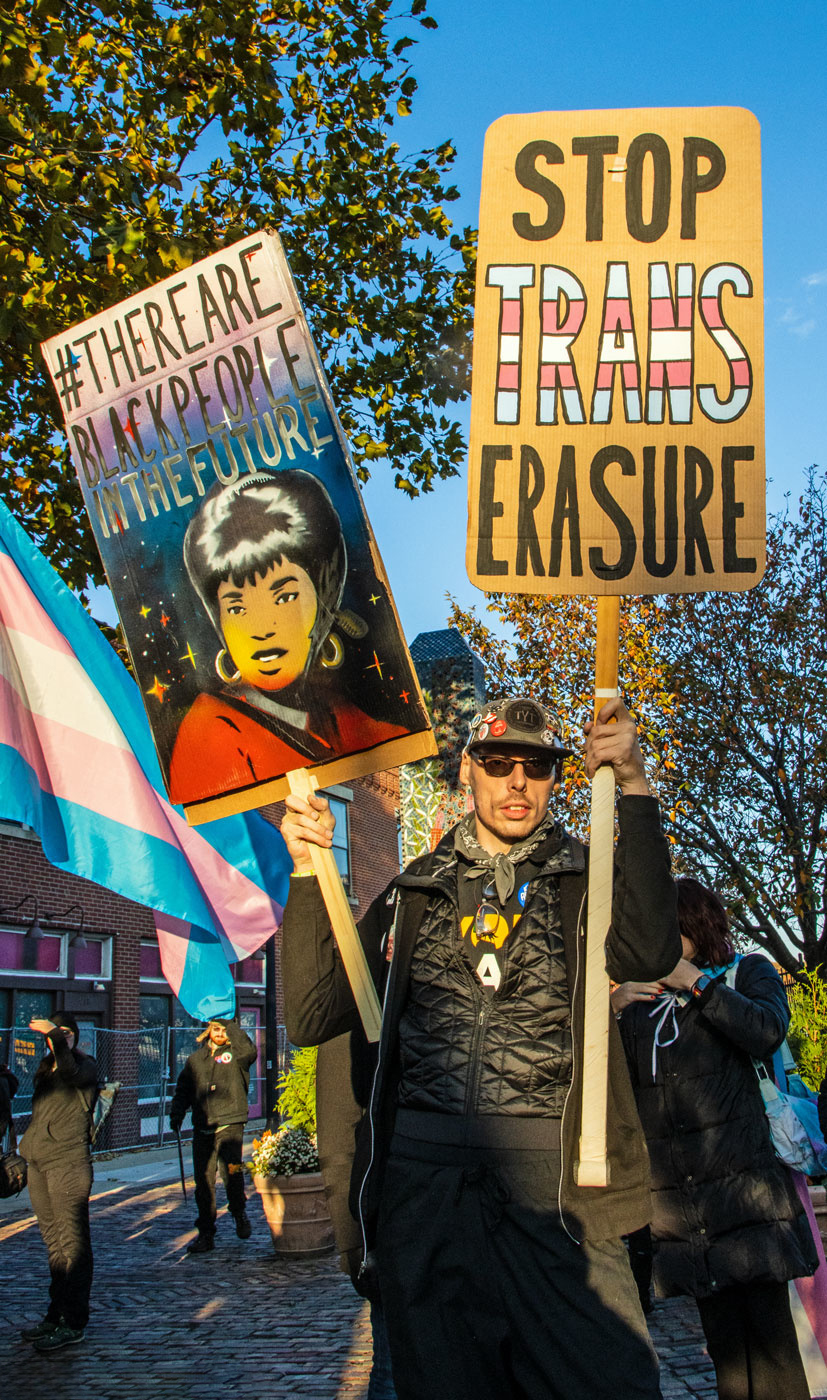
Manifestación en contra del borrado trans.

En 2007, Julia Serano analizó el borrado trans en el libro transfeminista Whipping Girl. Serano dice que las personas transgénero son «efectivamente borradas de la conciencia pública» debido a la suposición de que todos son cisgénero (no transgénero) o que la identificación transgénero es rara. La noción del borrado de personas transgénero ha sido respaldada por estudios posteriores.

## Borrado de personasaspecy agénero
A veces, las personas arrománticas y asexuales (agrupadas bajo el término general aspec), junto con las personas agénero, se eliminan del acrónimo ampliado LGBTQIA, y algunas personas afirman erróneamente que la A significa «aliado», cuando en realidad significa aromántico, asexual y agénero.

### Borrado arromántico
Las personas románticas suelen ser borradas debido a la expectativa social de que todos prosperan con una relación romántica exclusiva, algo que Elizabeth Brake ha acuñado como el término amatonormatividad. Las personas románticas se enfrentan a presiones y prejuicios continuos para ajustarse a las «normas sociales» y formar una relación romántica permanente, como el matrimonio.

## Borrado intersexual
Las personas intersexuales y transgénero a menudo son borradas de las investigaciones de salud pública que combinan sexo y género (ver distinción sexo-género). Las definiciones estrechas e inflexibles de sexo y género en algunos países significan que algunas personas intersexuales y no binarias no pueden obtener documentos legales o identificación precisos, lo que impide su acceso a espacios públicos, empleos, vivienda, educación y servicios básicos. Sólo recientemente se ha considerado el concepto de derechos legales para las personas intersexuales, incluso en los círculos de activistas LGBTI. Sin embargo, existe una creciente comunidad de activistas intersex que hace campaña por los derechos humanos de las personas intersex y contra las intervenciones médicas intersex que consideran innecesarias y maltratadas.